# Aceratoneuromyia granularis
Aceratoneuromyia granularis is een vliesvleugelig insect uit de familie Eulophidae. De wetenschappelijke naam is voor het eerst geldig gepubliceerd in 1967 door Domenichini.